# Centre d'entraînement de La Turbie
Pour les articles homonymes, voir La Turbie (homonymie).
Le centre d'entraînement de La Turbie est le complexe sportif d’entraînement de l’équipe de football de l’Association sportive de Monaco Football Club, dans la commune de La Turbie, en France.

## Histoire
Situé dans une ancienne carrière de pierre, la carrière Ortelli, le stade de La Turbie est utilisé par les footballeurs de l'AS Monaco depuis la saison 1981-1982. D'abord rudimentaire, le complexe sportif a été très largement amélioré depuis. À la fin des années 1980, est notamment mise en place une salle de musculation. En 2003, le stade prend une dimension ultra-moderne, en se dotant de vastes vestiaires, d'une salle de soins, d'un espace détente, ainsi que de piscines et jacuzzi. Enfin en 2006, une salle de presse fait son apparition pour le plus grand bonheur des journalistes. 
Le complexe sportif comprend aussi le stade Ortelli où joue l’équipe réserve de l'Association sportive de Monaco Football Club ainsi que le centre de formation du club.